# Brandung (Film)
Brandung ist ein britischer Spielfilm (Avantgardefilm) von Regisseur Joseph Losey aus dem Jahre 1968. Der Film ist die Adaption des 1963 uraufgeführten Schauspiels The Milk Train Doesn’t Stop Here Anymore von Tennessee Williams.

## Handlung
Ort der Handlung ist eine Insel im Mittelmeer, die Zeit die Gegenwart. Flora Goforth ist eine sechsmal verwitwete, steinreiche Schriftstellerin mittleren Alters, die sich mit ihrem Dienstpersonal jeden Sommer auf ihre private Insel zurückzieht. Da sie sterben wird, diktiert sie ihrer Sekretärin Blackie in diesem Sommer – ordinär fluchend, Schnaps trinkend, Pillen einwerfend und um Spritzen bettelnd – ihre Memoiren.
Diese Situation wird unterbrochen durch das Eintreffen des alternden Dichters Chris Flanders, der die bizarre Gewohnheit hat, wie ein Todesengel sterbenden reichen Frauen einen Besuch abzustatten, um diese mit seiner Gegenwart zu verwöhnen und sich dafür an ihrer Hausbar und ihren Juwelen schadlos zu halten. Flora hat einen einzigen Freund, die „Hexe von Capri“, einen Klatsch liebenden Homosexuellen, der sie über Chris’ Motive aufklärt und sie vor ihm warnt. Flora aber duldet den Eindringling, der sie gleichermaßen abstößt wie anzieht, und erlaubt ihm, in eines der Gästehäuser einzuziehen.
Während ihre Gesundheit verfällt, gewöhnt Flora sich mehr und mehr an seine Anwesenheit. Sie erwartet den Tod eigentlich ungeduldig, die Memoiren sind aber noch nicht fertig geschrieben, und um ihn hinzuhalten, gibt sie Chris nichts zu essen und liefert sich Wortgefechte mit ihm. Erst als das Ende nicht mehr aufzuhalten ist, lädt sie ihn in ihr Schlafzimmer ein, wo sie zusammenbricht. Während er sie auf das Sterben vorbereitet, nimmt er ihren wertvollen Ring an sich, den er nach ihrem, im Film nur angedeuteten, Tod ins Meer wirft.

## Produktion und Rezeption
Bereits 1963 hatte es eine erste Aufführung des Dramas The Milk Train Doesn’t Stop Here Anymore  mit Hermione Gingold gegeben, die Williams aber zurückzog und überarbeitete. Die überarbeitete Fassung hatte am 1. Januar 1964 am Brooks Atkinson Theatre unter Regie von Tony Richardson seine Premiere. In den Hauptrollen spielten Tallulah Bankhead als Flora und Tab Hunter als Chris. Der große Altersunterschied der beiden Hauptfiguren im Stück entfällt durch die Besetzung von Taylor und Burton beinahe ganz. Auch die überarbeitete Fassung wurde nach nur wenigen Vorstellungen am Broadway abgesetzt. Später wurde die weibliche Rolle in der Bühnenfassung wiederholt mit männlichen Darstellern – in den 1990er Jahren z. B. mit Rupert Everett – besetzt. Freundlichere Resonanz erhielten Produktionen des Stückes mit Olympia Dukakis in der Hauptrolle in den Jahren 2008 und 2011.
Für die Hauptrollen waren zunächst Simone Signoret und Sean Connery vorgesehen gewesen, die aber beide absagten und dann durch Taylor und Burton ersetzt wurden. Die Herstellung des in Technicolor produzierten Films kostete geschätzte 10 Mio. Dollar. Die Dreharbeiten fanden auf der Isola Piana vor Sardinien und in Rom statt.
Der Film wurde in den USA am 26. Mai 1968 und in Großbritannien im Oktober 1968 uraufgeführt. Er trug zunächst den Titel Boom und wurde später, als er im Kino nicht gut anlief, in Boom! umbenannt. In den USA spielte er bis 1969 2 Mio. Dollar ein und gilt damit als der erste Film mit Elizabeth Taylor und Richard Burton, der seine Herstellungskosten nicht eingespielt hat.

## Kritiken
Die Presse, die mit der ungewöhnlichen Metaphorik des Films nichts anzufangen wusste, reagierte auf ihn äußerst ablehnend. Enthusiastisch verteidigt wurde er dagegen von John Waters, der Brandung als the best failed art movie ever („der beste gescheiterte Kunstfilm aller Zeiten“) bezeichnete und unter anderem darauf hingewiesen hat, dass die Rolle der Flora „die ultimative Dragqueen-Rolle“ gewesen sei. 
Auch Autor Tennessee Williams fand später, dass dieser Film von allen Adaptionen seiner Werke die gelungenste sei.